# Palazzo Acquaviva Coppola
Il Palazzo Acquaviva Coppola è un edificio residenziale di Napoli, situato tra via del Parco Margherita e via San Pasquale, nel quartiere Chiaia.
L'edificio, progettato da Augusto Acquaviva Coppola nel 1912, unisce tendenze partenopee ad influenze derivate dalla secessione viennese di Otto Wagner.

Il palazzo sorge in pendenza ed è servito dalle due strade poste a quote differenti, per cui l'articolazione del corpo di fabbrica è stata risolta suddividendo la struttura in due parti apparentemente indipendenti.
La decorazione esterna, in via del Parco Margherita, s'ispira a motivi classicheggianti determinati dall'asse di simmetria della facciata, mentre il lato di via San Pasquale assume caratteri baroccheggianti.
In via San Pasquale si apre l'ingresso per il Teatro Sancarluccio.